# Streethockey-Weltmeisterschaft 1999
Die Spiele der 3. Streethockey-Weltmeisterschaft im Jahre 1999 und wurde in der Slowakei ausgetragen. Weltmeister wurde zum ersten Mal die Slowakei, das im Finale die Kanada besiegte.

## Turnier

### Vorrunde
| Pl. |          | Kanada | Slowakei | Schweiz | Ungarn | Sp | S | U | N | Tore  | Punkte |
| --- | -------- | ------ | -------- | ------- | ------ | -- | - | - | - | ----- | ------ |
| 1.  | Kanada   |        | 4:0      | 13:1    | 7:2    | 3  | 3 | 0 | 0 | 24:03 | 6      |
| 2.  | Slowakei | 0:4    |          | 2:0     | 9:0    | 3  | 2 | 0 | 1 | 11:4  | 4      |
| 3.  | Schweiz  | 1:13   | 0:2      |         | 3:1    | 3  | 1 | 0 | 2 | 4:16  | 2      |
| 4.  | Ungarn   | 2:7    | 0:9      | 1:3     |        | 3  | 0 | 0 | 3 | 03:19 | 0      |

| Pl. |             | Tschechien | Osterreich | Deutschland | Sp | S | U | N | Tore | Punkte |
| --- | ----------- | ---------- | ---------- | ----------- | -- | - | - | - | ---- | ------ |
| 1.  | Tschechien  |            | 6:0        | 4:0         | 2  | 2 | 0 | 0 | 10:0 | 4      |
| 2.  | Österreich  | 0:6        |            | 4:2         | 2  | 1 | 0 | 1 | 4:8  | 2      |
| 3.  | Deutschland | 0:4        | 2:4        |             | 2  | 0 | 0 | 2 | 2:8  | 0      |

## Play-off

### Halbfinale
|  | Kanada | 10:1 | Schweiz |  |

|  | Slowakei | 5:4 | Tschechien |  |

## Spiel um Platz 3
|  | Tschechien | 7:1 | Schweiz |  |

## Finale
|  | Slowakei | 3:2 | Kanada | Zuschauer: 650 |

| Pl. | Team        |
| --- | ----------- |
| 1   | Slowakei    |
| 2   | Kanada      |
| 3   | Tschechien  |
| 4   | Schweiz     |
| 5   | Deutschland |
| 6   | Österreich  |
| 7   | Ungarn      |